# Abellera de muntanya grossa
L'abellera de muntanya grossa (Anacamptis morio) és una espècie d'orquídies inclosa en el gènere Anacamptis de la subfamilia Orchidoideae, de la família Orchidaceae. Es distribueixen per l'Europa mediterrània, i nord-oest d'Àfrica. Són d'hàbits terrestres i tenen tubercles.
Aquesta espècie pot habitar a un màxim d'entre 1.500 i 2.000 metres d'altitud.